# Just Give Me a Reason
Just Give Me a Reason är en låt framförd av Pink och Nate Ruess. Låten finns på albumet The Truth About Love 2012. Den är skriven av Pink, Nate Ruess och Jeff Bhasker och producerades av Jeff Bhasker. 
"Just Give Me a Reason" har varit nummer ett på Billboard-listan i USA, på den brittiska singellistan, på Sverigetopplistan och i minst 20 andra länder.